# 秋葉東叢
秋葉 東叢（あきば とうそう、明和2年（1765年） - 天保8年（1837年））は、江戸時代後期の地理学者。名は俊潤、字は子徳、通称に友衛門がある。

## 経歴・人物
常陸国の人物。文化4年（1807年）に東北地方の地図をまとめた「北遊記」を著す。晩年は水戸藩郷士となった。